# Eschweilera longirachis
Eschweilera longirachis é uma espécie de lenhosa da família Lecythidaceae.
Pode ser encontrada nos seguintes países: Costa Rica e Panamá.